# Tabanus ligatus
Tabanus ligatus är en tvåvingeart som beskrevs av Walker 1850. Tabanus ligatus ingår i släktet Tabanus och familjen bromsar. Inga underarter finns listade i Catalogue of Life.